# Anifer Alterbach
Anifer Alterbach är ett vattendrag i Österrike. Det ligger i förbundslandet Salzburg, i den centrala delen av landet, 250 kilometer väster om huvudstaden Wien.
I omgivningarna runt Anifer Alterbach växer i huvudsak blandskog. Runt Anifer Alterbach är det ganska tätbefolkat, med 83 invånare per kvadratkilometer.